# Spirit in the Sky (KEiiNO)
Spirit in the Sky is een nummer van de Noorse groep KEiiNO. Het was de inzending van Noorwegen voor het Eurovisiesongfestival 2019.

## Achtergrond
De tekst van het nummer is geïnspireerd door de oude religie van de Sami. Zij geloofden dat iedereen een 'helpgeest' had, in de vorm van een bepaald dier. Verder is het lied volgens KEiiNO een verhaal over 'dappere mannen en vrouwen die vechten voor het recht om gerespecteerd en geliefd te worden'.

## Op het Eurovisiesongfestival
Tijdens het Eurovisiesongfestival 2019 in Tel Aviv kwam KEiiNO uit voor Noorwegen met Spirit in the Sky. De groep stond in de tweede halve finale en kwalificeerde zich voor de finale. Met 331 punten bereikte ze de zesde plaats. Opvallend veel van deze punten, 291, kwamen van de televoters.
KEiiNO had technische problemen bij de opvoering van hun nummer tijdens de finale voor de vakjury's. Dit was voor de Noorse omroep NRK reden een klacht in te dienen bij de EBU, de organisator van het Songfestival, met een verzoek het optreden over te mogen doen. Dit werd echter door de EBU afgewezen.

## Hitnoteringen

### NederlandseSingle Top 100
| Hitnotering: 25-05-2019 | Hitnotering: 25-05-2019 | Hitnotering: 25-05-2019 |
| Week:                   | 1                       |                         |
| ----------------------- | ----------------------- | ----------------------- |
| Positie:                | 59                      | uit                     |